# Podregion Haapavesi-Siikalatva
Podregion Haapavesi-Siikalatva (fiń. Haapaveden-Siikalatvan seutukunta) – podregion w Finlandii, w regionie Pohjois-Pohjanmaa.
W skład podregionu wchodzą gminy:
- Haapavesi,
- Pyhäntä,
- Siikalatva.